# Arguin
Arguin (franska: Île d'Arguin) är en ö i Mauretanien.   Den ligger i regionen Dakhlet Nouadhibou, i den västra delen av landet, 280 km norr om huvudstaden Nouakchott.